# NXT Vengeance Day (2024)
Pour les articles homonymes, voir Vengeance Day.
L'édition 2024 de Vengeance Day est un Premium Live Event de catch (lutte professionnelle) produit par la World Wrestling Entertainment, une fédération de catch américaine qui est télédiffusée et visible en paiement à la séance sur le WWE Network. Cet événement met en avant les Superstars de NXT, le club-école de la compagnie. Il a eu lieu le 4 février 2024 au F&M Bank Arena à Clarksville (Tennessee). Il s'agit de la quatrième édition de Vengeance Day.

## Contexte
Les spectacles de la World Wrestling Entertainment (WWE) sont constitués de matchs aux résultats prédéterminés par les scénaristes de la WWE. Ces rencontres sont justifiées par des storylines – une rivalité avec un catcheur, la plupart du temps – ou par des qualifications survenues dans les shows de la WWE telles que Raw, SmackDown et NXT. Tous les catcheurs possèdent une gimmick, c'est-à-dire qu'ils incarnent un personnage gentil (Face) ou méchant (Heel), qui évolue au fil des rencontres. Un événement comme Vengeance Day est donc un événement tournant pour les différentes storylines en cours,.

## Tableau des matchs
| Ordre par numéros                                                                         | Résultat | Stipulation(s) | Temps |
| ----------------------------------------------------------------------------------------- | --- | --- | ----- |
| 1                                                                                         | The War Dogs (Baron Corbin et Bron Breakker) bat Trick Melo Gang (Carmelo Hayes et Trick Williams)                                                  | Tag Team match - Finale du tournoi Dusty Rhodes Tag Team Classic L'équipe gagnante deviendra aspirante n°1 aux NXT Tag Team Championship. | 14:27 |
| 2                                                                                         | Dijak bat Joe Gacy | No Disqualification match | 11:56 |
| 3                                                                                         | The D'Angelo Family (Tony D'Angelo, Channing "Stacks" Lorenzo et Adrianna Rizzo) bat OTM (Bronco Nima, Lucien Price et Jaida Parker) (avec Scrypts) | 6-Person Mixed Tag Team match | 10:11 |
| 4                                                                                         | Lyra Valkyria (c) bat Roxanne Perez et Lola Vice,                                                                                                   | Triple Threat match pour le NXT Women's Championship                                                                                      | 13:30 |
| 5                                                                                         | Oba Femi (c) bat Dragon Lee | Match simple pour le NXT North American Championship                                                                                      | 10:56 |
| 6                                                                                         | Ilja Dragunov (c) bat Trick Williams (avec Carmelo Hayes)                                                                                           | Match simple pour le NXT Championship | 17:58 |
| La lettre C placée entre parenthèses désigne la personne ou l’équipe championne en titre. | | |       |